# Курмангазинский район
Курмангазинский район (каз. Құрманғазы ауданы) — район на западе Атырауской области Казахстана, образованный в 1928 году. Административный центр — село Курмангазы.

## География
Территория района составляет 20,8 тыс.кв.км.
Рельеф территории представляет собой пересеченную реками низменную равнину, почва суглинистая, песчаная.
Климат резко континентальный, крайне засушливый, с жарким летом и умеренно холодной зимой. Граничит с Красноярским районом Астраханской области России. Расстояние от районного центра до города Атырау — 260 км.
В районе 18 сельских администраций.
Территорию Курмангазинского района пересекают множество рек, самая крупная река — Кигач.
Основное направление в хозяйствах — овцеводство, разведение эдильбаевской породы овец. Наряду с овцеводством развито полеводство. В 2006 году произведено 2,4 тыс.тонн картофеля, 3,7 тыс.тонн овощей, 1,4 тыс.тонн бахчевых культур, 10,8 тонн мяса (в живом весе), 10,7 тонн коровье молоко, 172 тыс.штук яиц, 276 тонн шерсти (в физическом весе). Поголовье крупного рогатого скота в районе на 1 января 2007 года составило 36,5 тыс. голов, овец и коз — 126,9 тыс. голов, лошадей — 11,4 тыс. голов, верблюдов — 4,5 тыс. голов.
Из основных продуктов питания свежего хлеба произведено 526 тонн. В районе овцеводством и полеводством занимаются производственные кооперативы «Макаш», «Курмангазы», «Суюндук», «Акжонас», а ПК «Каспий балык» добывает и перерабатывает рыбу. Расстояние от районного центра до города Атырау — 260 км.
В нескольких километрах от села Балкудук расположен пункт пропуска через Казахстанскую границу в Россию, где разрешается переходить только гражданам России и Казахстана .
На территории района расположена восточная часть полигона Ашулук.

## История
Букеевская губерния (каз. Бөкей губерниясы) — административно-территориальная единица в составе Российской республики и РСФСР. Центр — город Урда (до1918 — село Ханская Ставка; в 1918—1920 — Киргизская степь).
Губерния образована 1 июля 1917 года на территории Букеевской орды, которая до этого де-факто административно подчинялась Астраханской губернии (де-юре управлялась через Министерство иностранных дел). К 1919 году делилась на Калмыцкий, Камыш-Самарский, Нарынский, I Приморский, II Приморский, Таловский иТоргунский уезды, а также область Волго-Каспийской Киргизии.
В 1920 при образовании Киргизской АССР Букеевская губерния вошла в её состав.
В 1921 область Волго-Каспийской Киргизии была упразднена, а её территория вошла в состав 2-го Приморского уезда.
В 1922 образованы Денгизский, Джангалинский и Урдинский уезды. Калмыцкий, Камыш-Самарский, Нарынский, Торгунский, 1-й и 2-й Приморские уезды упразднены.
6 июня 1925 года Букеевская губерния была включена в состав Уральской губернии Казахской АССР.
Район образован в 1928 году под названием Денгизский район. 9 сентября 1993 года переименован в Курмангазинский район в честь Курмангазы Сагырбайулы.

## Административное деление
| Сельский округ/город           | Население, чел. (2009) | Населённые пункты                                                                      |
| ------------------------------ | ---------------------- | -------------------------------------------------------------------------------------- |
| Курмангазинский сельский округ | 12750                  | село Курмангазы                                                                        |
| Азгирский сельский округ       | 2855                   | село Балкудук, село Азгир, село Коныртерек                                             |
| Аккольский сельский округ      | 4596                   | село Акколь                                                                            |
| Асанский сельский округ        | 1338                   | село Асан, село Уштаган                                                                |
| Бокейханский сельский округ    | 1765                   | село Бокейхан                                                                          |
| Бирликский сельский округ      | 2124                   | село Бирлик, село Амангельды                                                           |
| Дынгызылский сельский округ    | 2487                   | село Жыланды, село Гизата Алипова                                                      |
| Енбекшинский сельский округ    | 2829                   | село Жумекен, село Даулеткерей, село Кадырка, село Кошалак                             |
| Жанаталапский сельский округ   | 3693                   | село Хиуаз, село Жасарал, село Большой Куйген, село Шагырлы                            |
| Кигашский сельский округ       | 1104                   | село Кигач, разъезд Дины Нурпеисовой                                                   |
| Коптогайский сельский округ    | 1286                   | село Коптогай, село Балыкши                                                            |
| Кудряшовский сельский округ    | 2325                   | село Кудряшово, село Арна, село Жанаауыл                                               |
| Макашский сельский округ       | 2857                   | село Алга, село Алипова, село Иманово, село Караколь, село Кокарна, разъезд Афанасьева |
| Нуржауский сельский округ      | 2630                   | село Нуржау, село Жамбыл                                                               |
| Сельский округ Орлы            | 2625                   | село Орлы, село Каспий, село Шестой                                                    |
| Сафоновский сельский округ     | 1771                   | село Сафоновка                                                                         |
| Суюндукский сельский округ     | 3408                   | село Суюндук, село Батырбек, село Егинкудук, село Жалгызапан                           |
| Тенизский сельский округ       | 1611                   | село Тениз, село Даулет, село Кумаргали, село Шайхы                                    |
| Шортанбайский сельский округ   | 1762                   | село Шортанбай, село Жасталап                                                          |

## Население
Население района на начало 2019 года составило 57 340 тыс. человек. Плотность населения в среднем по району (на 1 кв.км. территории) составляет 2,9 человека.

## Экономические показатели района
- На сайте акимата Атырауской области

## Известные личности
- Сарсенбаев, Абу (1905—1995) — казахский советский писатель. Участник Великой Отечественной войны. Родился в селе Морское (Ботакан).
- Кошекбаев, Смагул
- Абдрахманов Асан - казахстанский физик, яркий специалист в области физики плазмы.

## Акимы
- Абат Сайфоллаевич Жангалиев  с 10.07.2023